# ريس كويرو
ريس كويرو (بالإنجليزية: Rhys Coiro)‏ مواليد 12 مارس 1979 في سانتو ستيفانو، كالابريا، إيطاليا، هو ممثل أمريكي بدأ مسيرته الفنية سنة 2003.

## الأعمال

### مسلسلات
- راي دونوفان
- لونغماير
- ديكستر
- بيرسون أوف إنترست
- هاواي فايف أو
- أنتوراج
- 24
- سي اس آي: التحقيق في موقع الجريمة
- عقول إجرامية
- نمبرز
- بيتي القبيحة
- سي اس آي: نيويورك
- سي إس آي: ميامي
- ستة أقدام تحت الأرض

## روابط خارجية
- ريس كويرو على موقع IMDb (الإنجليزية)
- ريس كويرو على موقع ألو سيني (الفرنسية)
- ريس كويرو على موقع تيرنر كلاسيك موفيز (الإنجليزية)
- ريس كويرو على موقع أول موفي (الإنجليزية)
- ريس كويرو على موقع قاعدة بيانات الأفلام السويدية (السويدية)
- ريس كويرو على موقع قاعدة بيانات الفيلم (الإنجليزية)
- ريس كويرو على موقع كينوبويسك (الروسية)